# Friedrich Alexander Buhse
Friedrich Alexander Buhse o Fedor Aleksandrovitch Buhse (18 de noviembrejul./ 30 de noviembre de 1821greg., Riga-† 29 de diciembre de 1898, ibíd.) fue un botánico y recolector báltico letón.
Estudió botánica en Dorpat. Y en 1842, en Berlín y en Heidelberg.

## Obra
- 1899. Die Flora des Alburs und der Kaspischen Südküste: bisher. Forschungsergebnisse auf diesem Gebiet. Ed. Häcker, 61 pp.

- 1887. Dendrologischer Leitfaden zur Bestimmung der in Liv-, Kur- u. Estland angepflanzten Bäume u. Sträucher

- Con G. Schweder. 1870. "Verzeichnis der Säugetiere und Vögel der Ostseeprovinzen"

- Con Pierre Edmond Boissier. 1860. Aufzählung der auf einer Reise durch Transkaukasien und Persien gesammelten Pflanzen ("Lista de plantas recolectadas en un viaje a través del Cáucaso y Persia") 246 pp.

## Honores

### Eponimia
Género
- (Capparaceae) Buhsia Bunge[1]

Especies
- (Fabaceae) Astragalus buhseanus Bunge[2]

- (Liliaceae) Tulipa buhseana Boiss.[3]

- (Resedaceae) Reseda buhseana Müll.Arg.[4]

- La abreviatura «Buhse» se emplea para indicar a Friedrich Alexander Buhse como autoridad en la descripción y clasificación científica de los vegetales.[5]También aparece en equipo como:
- Boissier & F. A. Buhse